# Трофимов, Константин Герасимович
Константин Герасимович Трофимов — советский хозяйственный, государственный и политический деятель, Герой Социалистического Труда.

## Биография
Родился в 1923 году в селе Починки. Член КПСС с 1942 года.
Участник Великой Отечественной войны, награждён орденом Красной Звезды за то, что из противотанкового ружья сбил самолёт врага. С 1943 года — на хозяйственной, общественной и политической работе. В 1943—1985 гг. — на партийной работе в Починковском и Сеченовском районах области, выпускник Горьковской областной партийной школы и Высшей партийной школы при ЦК КПСС, директор совхоза «Талызинский» Сеченовского района Горьковской области, заместитель директора Горьковского треста свиноводческих совхозов, в областном совете общества садоводов.
Указом Президиума Верховного Совета СССР от 8 апреля 1971 года присвоено звание Героя Социалистического Труда с вручением ордена Ленина и золотой медали «Серп и Молот».
Делегат XXIV съезда КПСС.
Умер в Горьком в 1988 году. Похоронен на Афонинском кладбище Нижнего Новгорода.